# Newcastle (gmina)
Newcastle – gmina w Republice Południowej Afryki, w prowincji KwaZulu-Natal, w dystrykcie Amajuba. Siedzibą administracyjną gminy jest Newcastle.